# Javier Stanziola
Javier Stanziola es un escritor panameño. Ha sido ganador cuatro veces del Concurso Nacional de Literatura Premio Ricardo Miró. Con su primera novela, Hombres enlodados, se aborda por primera vez en la literatura panameña el tema de la identidad de género.
De 2018 a la actualidad es el autor de la columna quincenal "Expulsando a Coelho" en la revista centroamericana (Casi) literal.

### Escritor
En 1996 Stanziola incursiona en el mundo del teatro con su obra De mangos y albaricoques y obtiene su primer premio Ricardo Miró. En 1999, culmina cursos de actuación en el Florida Repertory Theater y participa en obras de teatro en la Florida como actor y escritor.  
En 2002 recibe nuevamente el premio Ricardo Miró en teatro con su obra Solsticio de invierno, primera obra teatral ganadora que recibe el apoyo del INAC para ser llevada a escena. Cursa estudios de actuación y dirección en Londres en 2003. En 2005, escribe y dirige su tercera obra Profesión: Mujer, que es nominada a dos Premios Escenas en las categorías mejor actriz secundaria (Masha Arguelles) y mejor nuevo actor. Su obra Hablemos de lo que no hemos vivido recibe el premio Ricardo Miró 2008 de teatro.
En 2012 recibe el premio Ricardo Miró en novela por su obra Hombres enlodados. Luego de recibir este premio por cuarta vez, decide no participar en este concurso literario. 
En 2016, estrena su obra teatral El mito de la gravedad: Un pequeño acto de perversión social, bajo la producción de Teatro Carilimpia y crea el proyecto teatral Monólogos de la invasión
En 2017, produce y facilita el proyecto teatral De mangos y albaricoques: Redescubierta, explorando la experiencia LGBTIQ en Panamá.
Cristo Quijote Tratado, sobre las negociaciones de los Tratados Torrijos-Carter, fue estrenada en el Teatro La Huaca, como parte de la Feria del Libro de 2017 y ha sido mostrada en el Teatro Nacional de Panamá y como parte del verano cultural de la Autoridad del Canal de Panamá. En 2019, estrena RE:Versiones en Ciudad del Saber, un recorrido de la historia panameña de 1979 a 1999. . En 2022, estrena una nueva versión de El mito de la gravedad en Panamá. En Chile, esta misma obra recibe una lectura dramatizada como parte del Festival Off. En 2023, estrena La pura pureza de la luz, explorando experiencias de acoso laboral en centros de investigación académica en Panamá. Ese mismo año, El mito de la gravedad participa en el Festival Out of the Wings en Londres, traducida al inglés por Alexander Aguayo.

## Obras

### Ensayos académicos
- Arts, Government and Community Revitalization, publicado por Ashgate (1999) ISBN 1840149515.
- Modelling Heritage: Economic, Legal and Political Considerations Journal of Heritage Studies, February 1999.
- De Como los Artistas dan Luces al campo de Revivificación Urbana (Artists and Urban Development) Anuario de Espacios Urbanos, May 2001.
- Neoliberalism and Cultural Policies in Latin America: The Case of Chile International Journal of Cultural Policy, Spring 2002.
- The Impact of Devolution on Organizational Effectiveness: An Exploratory Case Study of Faith-Based Child Care. The Qualitative Report, Spring 2004.
- (Co-Authored) Investing in Culture: Challenges and Opportunities, published by Arts & Business, UK, 2006.  (enlace roto disponible en Internet Archive; véase el historial, la primera versión y la última).
- Measuring the Size and Concentration of Business Funding of Culture in the UK: Closing the Gap between Advocacy and Theory, Cultural Trends, Vol 16, 2007.
- (Co-Authored with Diego Méndez-Carbajo) Patterns of inequality in private funding of culture across the UK. Cultural Trends, Forthcoming Vol 17, 2008.
- Developing a model to articulate the impact of museums and galleries: another dead duck in cultural policy research?, Cultural Trends, Vol 17, 2008.
- What will be the needs of Library, Museum and Archives users in the next 10 years? Research implications. Library and Information Research, Vol 32, 2008.
- Lifelong Learning at Public Libraries in Twelve EU Countries: Policy Considerations, Journal of Adult and Continuing Education, Vol. 16, 2010.
- Some More Unequal than Others: Alternative Financing in Museums, Libraries and Archives in England, Cultural Trends, Summer 2011.
- Experts in search of expert power: Analysing CASE from an institutional perspective, Cultural Trends, 2012.
- Soberanía sobre mi territorio emocional: Teatro y novela desde el exilio (sexual), Revista Cultura, 2013.
- Casco Viejo Walks: Performing Panama’s ‘Other’ Sexual Space(s), Journal Interventions, 2014.
- Symbolic Implementation of Cultural Participation Programmes: The Case of Panama's 500-year Fund, Conjunctions, Vol. 7 No. 2, 2020.
- Tipologías de grupos sociales de Panamá, Revista Investigación y Pensamiento Crítico, 2021.
- The Pretty face of inequality: Arts attendance in Panama, Journal of Arts Management, Law and Society, 2021.
- Rigidez en las reglas del juego: respuesta con enfoque de género ante el covid-19 en América Latina y el Caribe, con Nelva Araúz-Reyes, Revista Polis, No. 64 enero 2023.

### Teatrales
- De mangos y albaricoques (1996), editado por Libros Sin Fronteras Inventory (2000) ISBN 9990023662. Obra ganadora del Concurso Ricardo Miró en 1996.  (Jurado internacional: Isaac Chocrón, Venezuela).  Versión Kindle:
- Solsticio de Invierno (2002), publicado por el Instituto Nacional de Cultura (2003) ISBN 9962601584.  Obra ganadora del Concurso Ricardo Miró en 2002.  (Jurado internacional: Jorge Arroyo, Costa Rica). Versión Kindle:
- Profesión: Mujer, estreno en 2005 en Panamá.
- Hablemos de lo que no hemos vivido, 2009. Ganardora del Concurso Ricardo Miró en 2008, (Jurados Internacionales, Amparo Climent -España y Ana Teresa Sosa Llano - Venezuela). Versión Kindle:
- El mito de la gravedad (2016). Edición Limitada.
- Cristo Quijote Tratado (2017).
- RE:Versions (2019)
- El mito de la gravedad: Un pequeño acto de perversión social (2022).
- La pura pureza de la luz (2023).

### Novelas
- Hombres enlodados (2013), Premio Miró en Novela 2012  (enlace roto disponible en Internet Archive; véase el historial, la primera versión y la última).
- Traducción al inglés de un capítulo de Hombres enlodados, por Alexander Aguayo para Words without borders.
- Capítulo de Hombres enlodados para La Estrella de Panamá, Fue la noche del Miss Venezuela.
- Capítulo de Hombres enlodados para La Estrella de Panamá, Un Cristo negro como yo.

### Cuentos
- Everything´s gonna be OK (2020)
- Amor y violencia en tiempos del virus coronado (2020)
- Leocadio de colores (2019)
- El olor de la bondad (2019)
- Mónica en movimiento (2019)

### Citas
1. ↑  «Javier Stanziola». (CASI) LITERAL. Consultado el 14 de enero de 2020.
2. ↑  «Noticia en La Prensa del premio a De mangos y albaricoques.». Archivado desde el original el 5 de diciembre de 2008. Consultado el 8 de noviembre de 2008.
3. ↑  Noticia del premio a Solsticio de invierno.
4. ↑  «Noticia del estreno de Profesión: Mujer.». Archivado desde el original el 5 de marzo de 2009. Consultado el 8 de noviembre de 2008.
5. ↑  Noticia en Panamá América de la concesión del premio a Hablemos de lo que no hemos vivido.
6. ↑  Noticia en La Prensa.
7. ↑  «Por el derecho de las parejas lesbianas a adoptar». La Estrella de Panamá. 13 de agosto de 2016. Consultado el 9 de abril de 2017.
8. ↑  «Monólogos contra el olvido nacional». La Prensa. Consultado el 9 de abril de 2017.
9. ↑  javierstanziola (9 de abril de 2017). «De mangos y albaricoques, o ser LGBTIQ en 1996 (y 2017)». Dos papás y un hijo. Archivado desde el original el 9 de abril de 2017. Consultado el 9 de abril de 2017.